# Đường cao tốc S7 (Ba Lan)
Đường cao tốc S7 (bằng tiếng Ba Lan Droga ekspresowa S7) là một con đường lớn ở Ba Lan đã được quy hoạch để chạy từ Gdańsk trên bờ biển Baltic qua Elblag, Warsaw, Radom, Kielce và Kraków để Rabka gần biên giới với Slovakia. Trên gần như toàn bộ tuyến đường, S7 sẽ được xây dựng bằng cách nâng cấp Quốc lộ 7 (DK 7) hiện tại. Tổng chiều dài kế hoạch của nó là 720 km (450 mi), trong đó 264.2 km đã được xây dựng và thêm 98.45 km đang được xây dựng vào tháng 4 năm 2015.
Việc nâng cấp con đường này là một phần trong kế hoạch của châu Âu nhằm tài trợ cho 330 km đường cao tốc mới ở Ba Lan .
Tính đến tháng 10 năm 2018, đoạn đường dài nhất đã hoàn thành là 200 km (120 mi) đoạn dài giữa Gdańsk và Napierki. Vào tháng 6 năm 2012, đường cao tốc S7, phía nam Gdańsk, đã hình thành đường vòng phía nam của thành phố và được mở cửa cho người dân đi lại. Vào tháng 7 năm 2013, tuyến đường thứ hai của đường vòng Kielce đã được hoàn thành và mở hoàn toàn cho giao thông. Hai đoạn của Đường vòng phía Nam Warsaw đã mở cửa cho giao thông lần lượt vào tháng 7 năm 2013 và tháng 9 năm 2013. Vào tháng 10 năm 2018, một phần mở rộng của đường cao tốc S7 từ phía bắc Radom đến ngay phía nam của Szydłowiec đã được mở. Điều này tạo thành một đường vòng của thị trấn Radom. Vào tháng 9 năm 2017, một phần mở rộng của đường cao tốc S7 từ Jędrzejów đến biên giới của tỉnh Holy Cross và Lesser Poland đã được mở.
Theo kế hoạch hiện tại của chính phủ Ba Lan, con đường này sẽ được hoàn thành vào năm 2020.

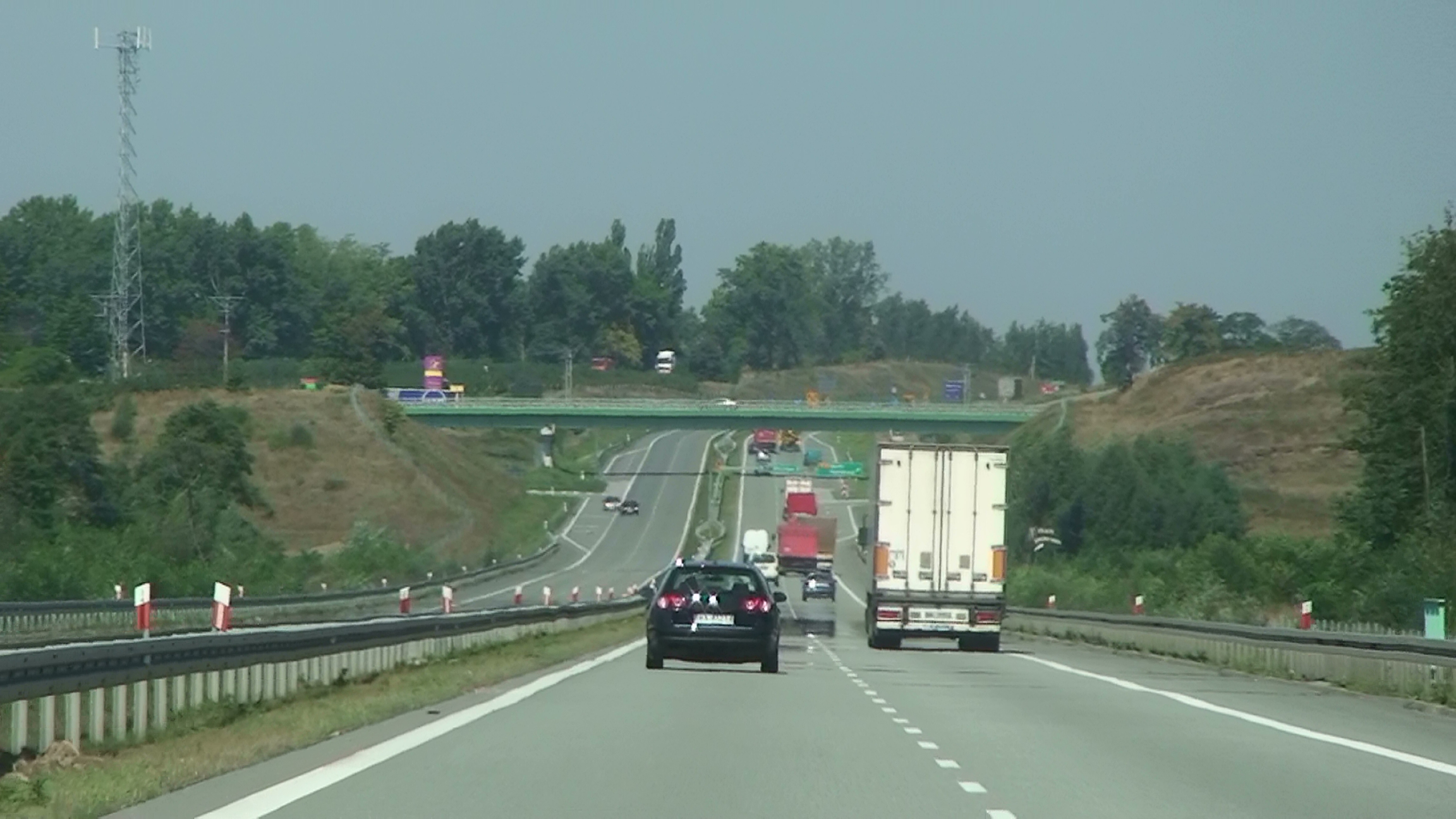
S7 gần Białobrzegi